# Lütisburg Station
Lütisburg Station ist eine Ortschaft in den politischen Gemeinden Lütisburg, Bütschwil-Ganterschwil und Mosnang im Toggenburg im Ostschweizer Kanton St. Gallen.

## Geographie
Lütisburg Station befindet sich auf der linken Seite der Thur und südlich des Gonzenbachs an der Hauptstrasse Wil–Wattwil–Wildhaus und der Toggenburgerbahn zwischen Bütschwil und Bazenheid. Die Ortschaft besteht aus mehreren Weilern, die sich wie folgt auf die drei Gemeinden aufteilen:
| Gemeinde                                    | Weiler                                                                        |
| ------------------------------------------- | ----------------------------------------------------------------------------- |
| Lütisburg                                   | Altgonzenbach, Au, Guggenloch, Loo und Neugonzenbach                          |
| Bütschwil-Ganterschwil (bis 2012 Bütschwil) | Gmeinwerk, Grämigen, Lerchenfeld, Neuwies, Rosengarten, Sägenbach und Tierhag |
| Mosnang                                     | Lütschwil und Spilhusen                                                       |

## Geschichte

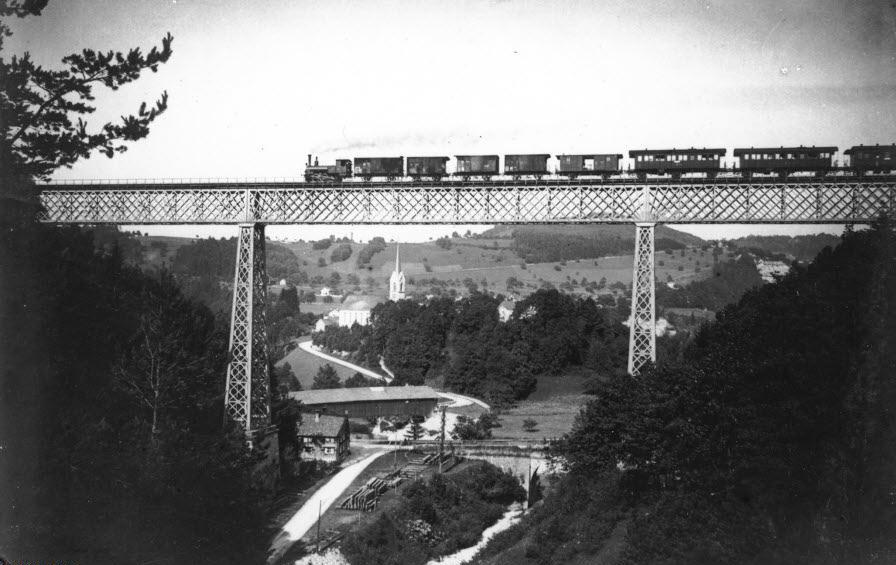
Guggenlochbrücke vor der Elektrifizierung im Jahr 1943

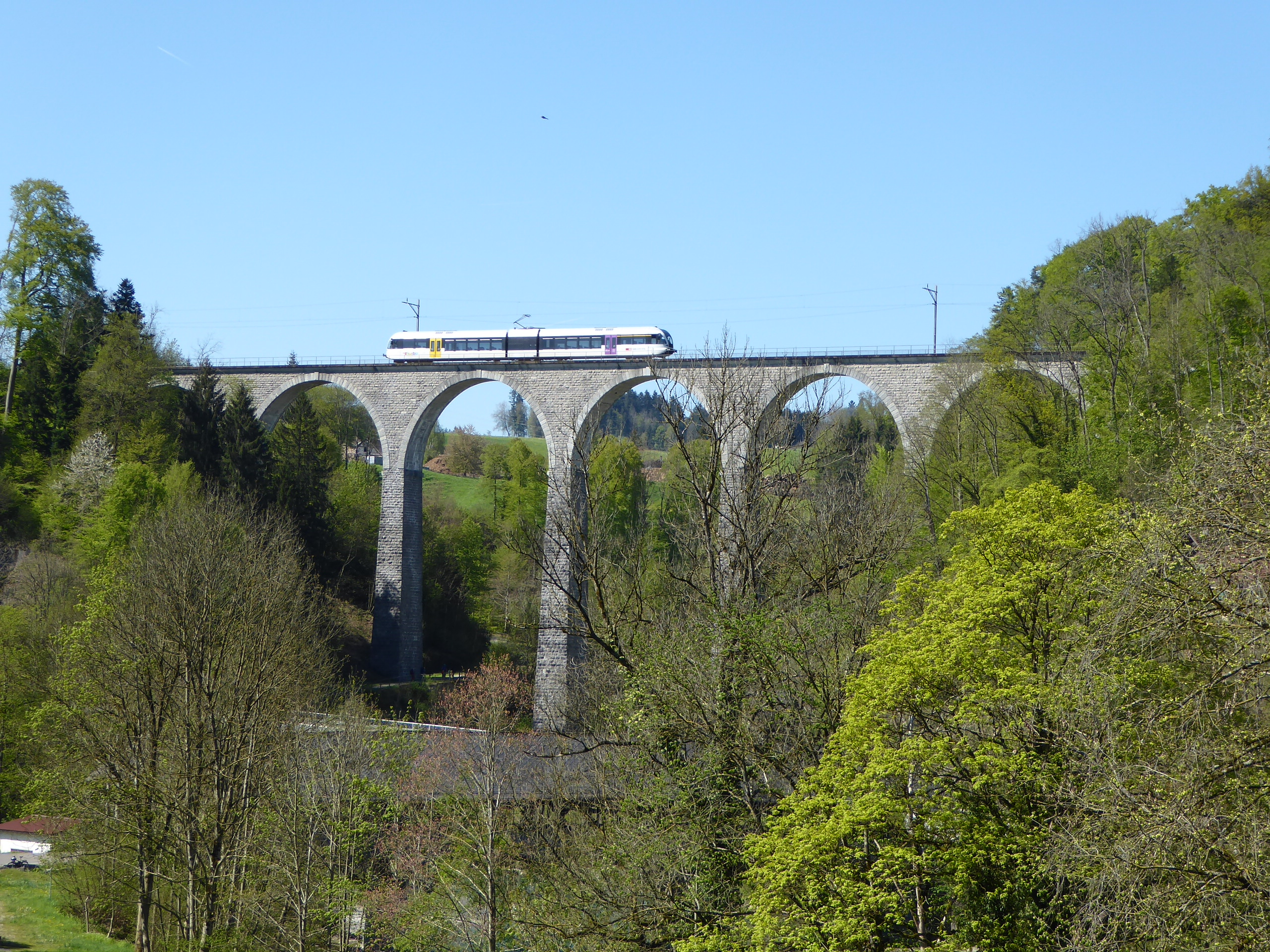
Heutige Guggenlochbrücke mit Regionalzug von Thurbo

Obwohl die 1870 eröffnete Toggenburgerbahn auf der linken Seite der Thur verkehrt, erhielt das auf der anderen Seite des Flusses gelegene Lütisburg eine Station. Sie befand sich zwar auf Gemeindegebiet, aber zwei Kilometer vom Dorf entfernt.
Trotz der hohen Billetpreise profitierten die Weiler in der Nähe des Bahnhofs von der Erschliessung durch die Toggenburgerbahn. Grosse Bedeutung hatte die Eisenbahn früher für den Güteraustausch.
Das Guggenlochviadukt über den Gonzenbach wurde zum Wahrzeichen von Lütisburg. Nach der Elektrifizierung der Toggenburgerbahn musste die Guggenlochbrücke 1945 neu gebaut werden, weil Elektrolokomotiven schwerer sind als Dampflokomotiven.
Seit 1997 steht dem Strassenverkehr zwischen Lütisburg Station und Lütisburg die neue Thurbrücke zur Verfügung. Die Holzbrücke aus dem Jahr 1789 wird seither nur noch von Fussgängern benutzt.

## Bildung

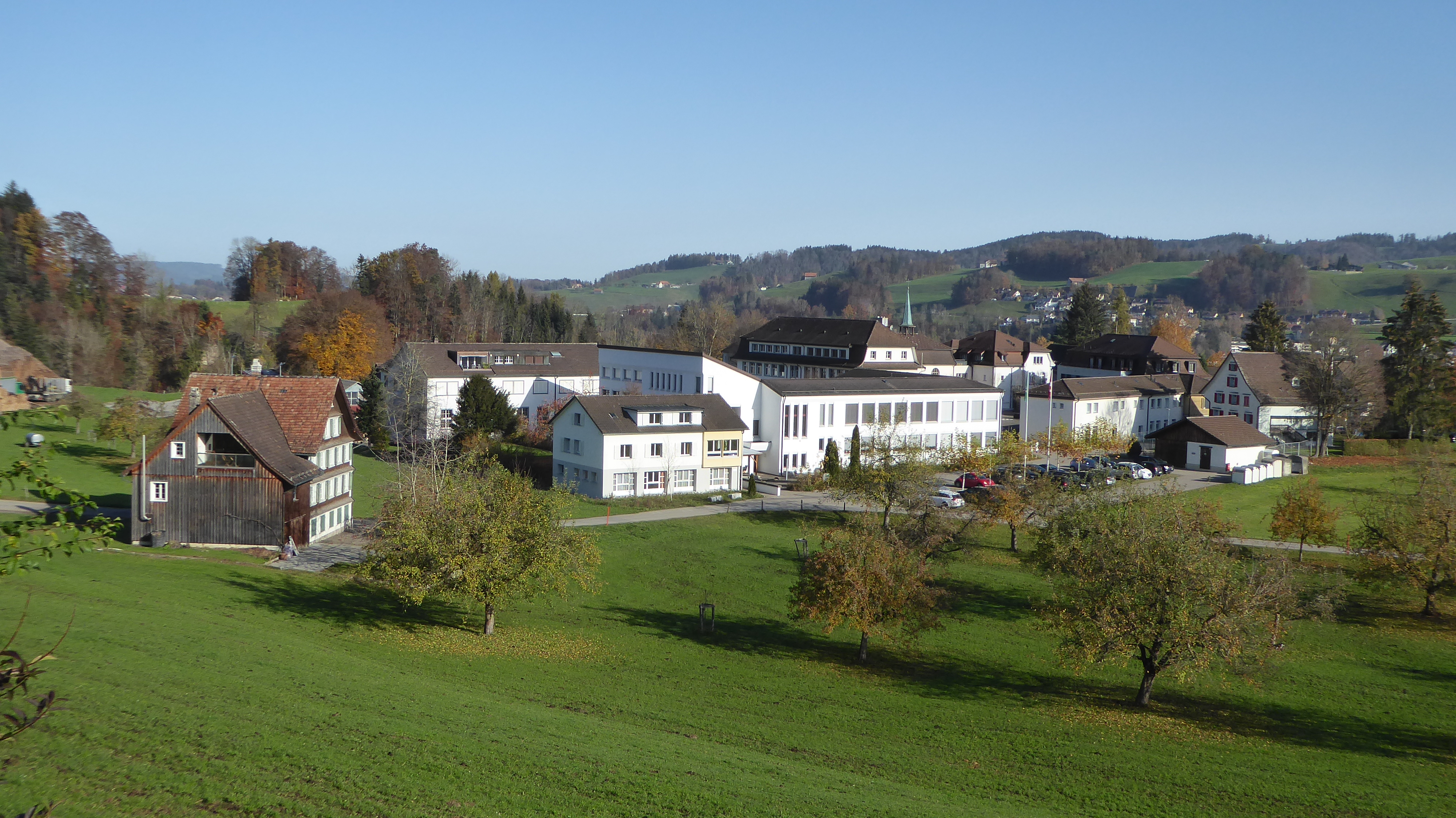
Kinderdörfli Lütisburg

In Altgonzenbach werden im staatlich anerkannten Sonderschulinternat «Kinderdörfli Lütisburg» 60 bis 70 Kinder und Jugendliche unterrichtet, die wegen Problemverhalten und Lernschwierigkeiten dem Unterricht an der Volksschule nicht folgen können.
Bis 1999 bestand in Grämigen eine Gesamtschule, in der alle Kinder von der 1. bis zur 5. Klasse unterrichtet wurden. Die Sechstklässler besuchten schon ab 1958 den Unterricht in Bütschwil.

## Wirtschaft
1964 eröffnete die Firma Grob Kies im Sägenbach ein Kieswerk. 1998 wurde diesem eine Betonproduktion angegliedert. 2010 erhielt Grob Kies die Bewilligung für den Nagelfluhabbau im Gmeinmerk mit einer Projektdauer von mehreren Jahrzehnten.
Im Lerchenfeld realisiert die Gemeinde Bütschwil-Ganterschwil ein wirtschaftliches Schwerpunktgebiet. Nebst weiteren Unternehmern liess sich ein Käsereifungslager auf dem Gelände nieder. Ursprünglich wollte die Migros-Tochter Micarna einen Verarbeitungsbetrieb für Geflügelfleisch erstellen, zog das Projekt aber 2019 zurück.
Ebenso verzichtete eine Grossbäckerei auf die Realisierung ihres Bauprojektes.

## Sehenswürdigkeiten

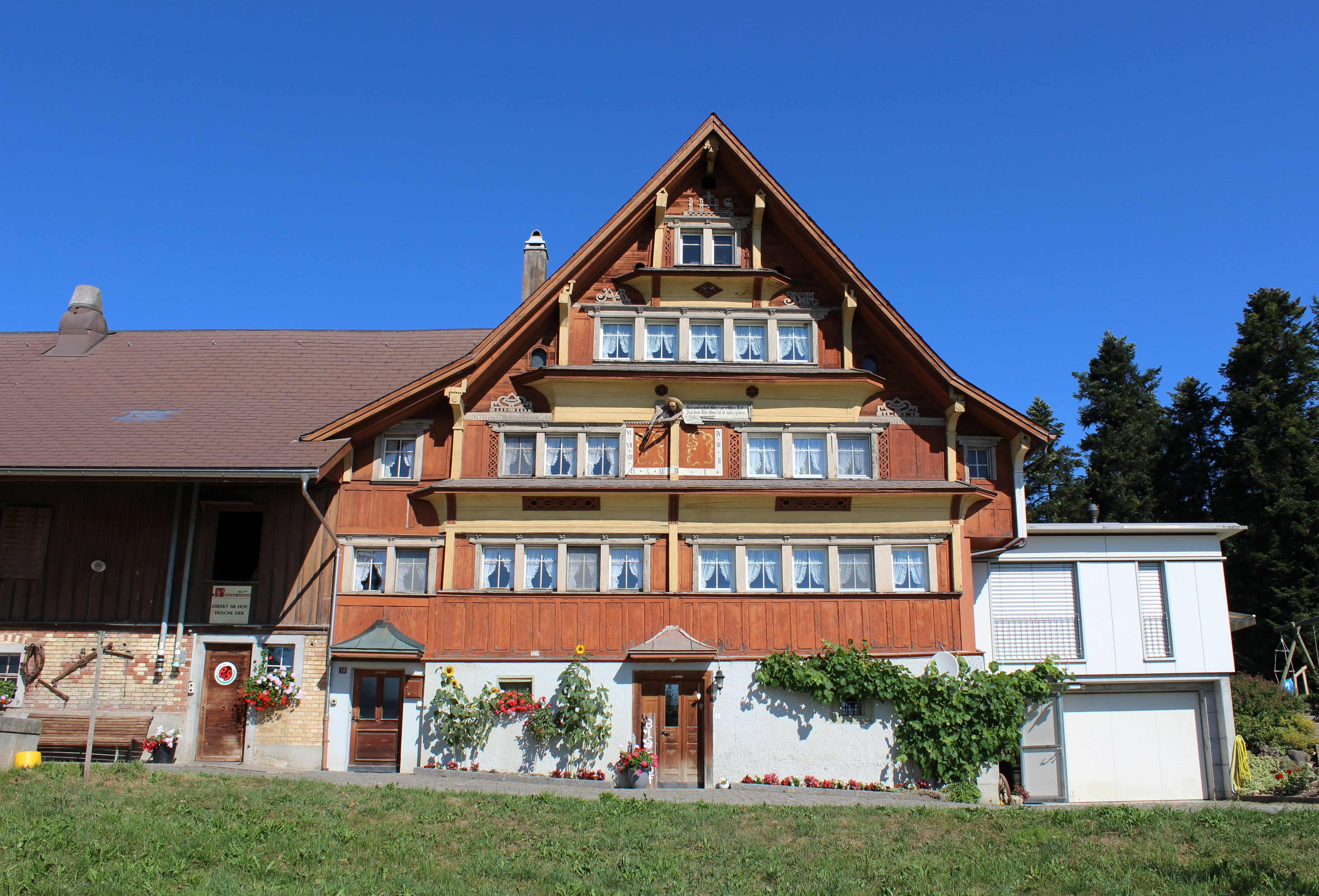
Bauernhaus mit angebauter Stallscheune in Spilhusen

Im Weiler Spilhusen befindet sich ein gestricktes und getäfertes Toggenburger Haus in spätbarocker Gestalt. Es wurde 1781 von Landrat Fridolin Anton Grob vollständig umgebaut. An der Hauptfassade ist eine originelle Sonnenuhr angebracht. Darüber schaut ein Mann mit einem Hut heraus, der mit einem Winkelscheit seinen Schatten auf die Sonnenuhr wirft. Das Bauernhaus ist ein regionales Kulturgut.

## Bilder

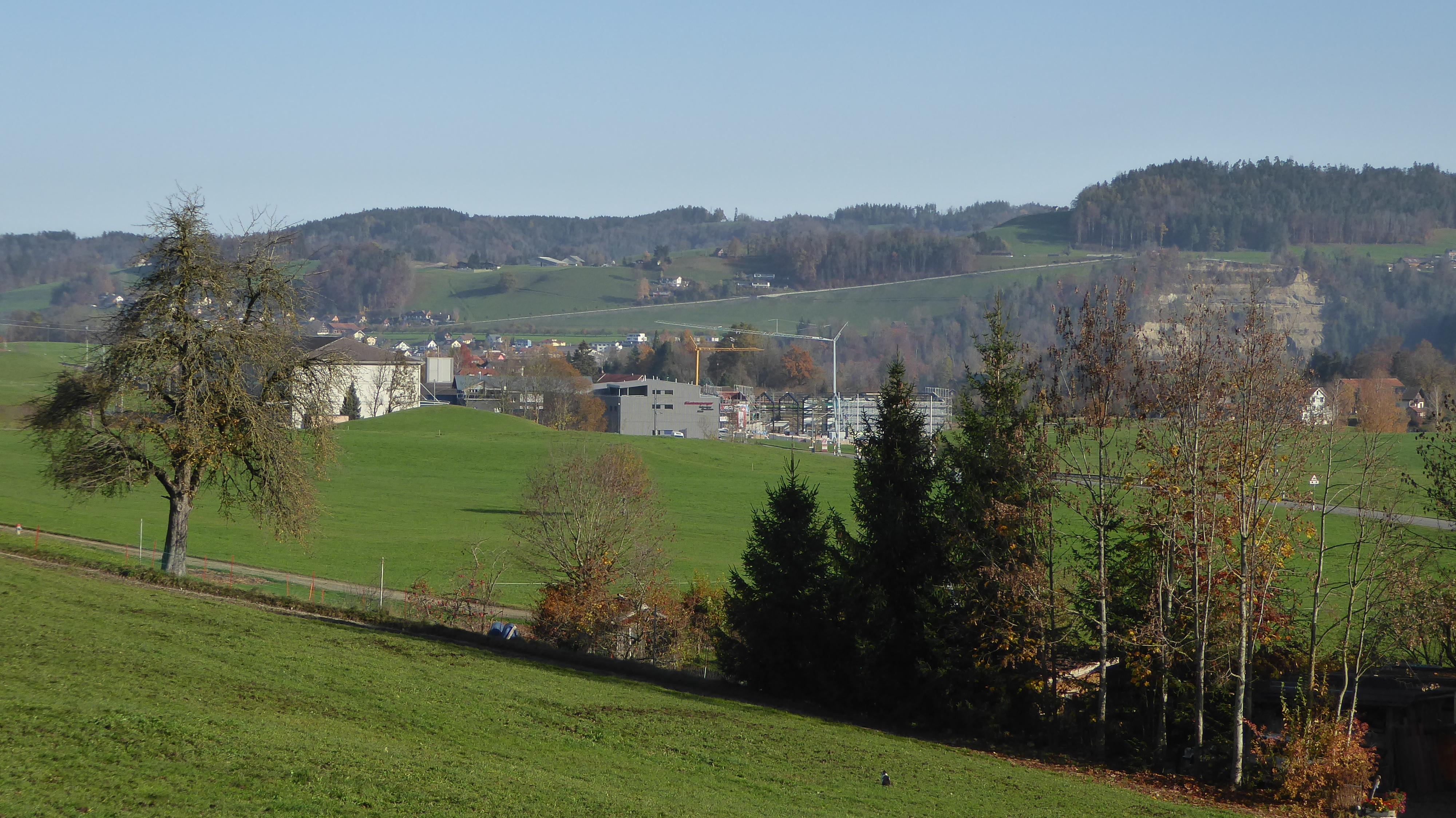
Lerchenfeld, in der Bildmitte Käsereifungslager einer Bütschwiler Käserei
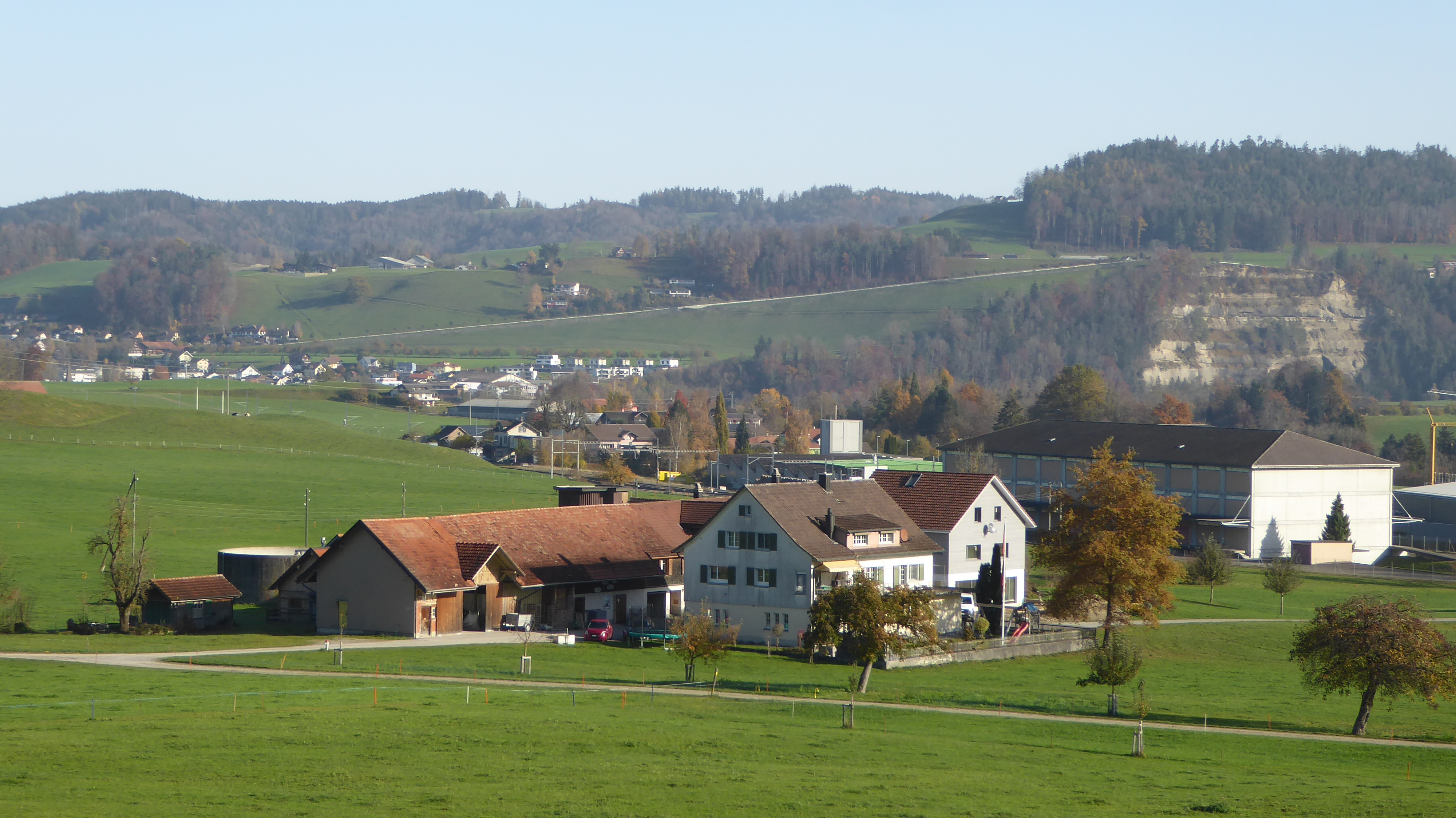
Neuwies, dahinter Gebäude der Armee im Lerchenfeld
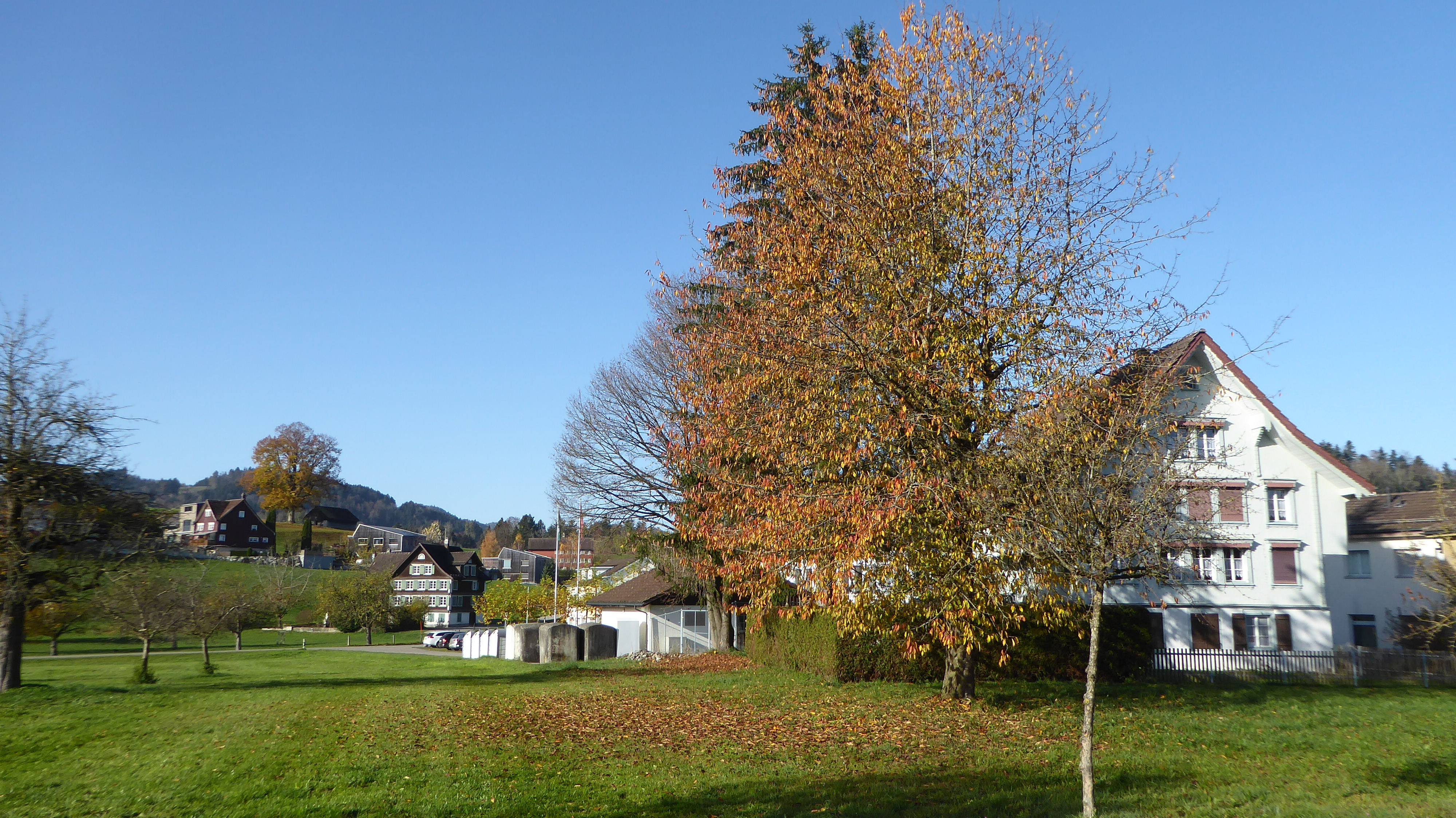
Altgonzenbach
Kinderdörfli im Jahr 1961
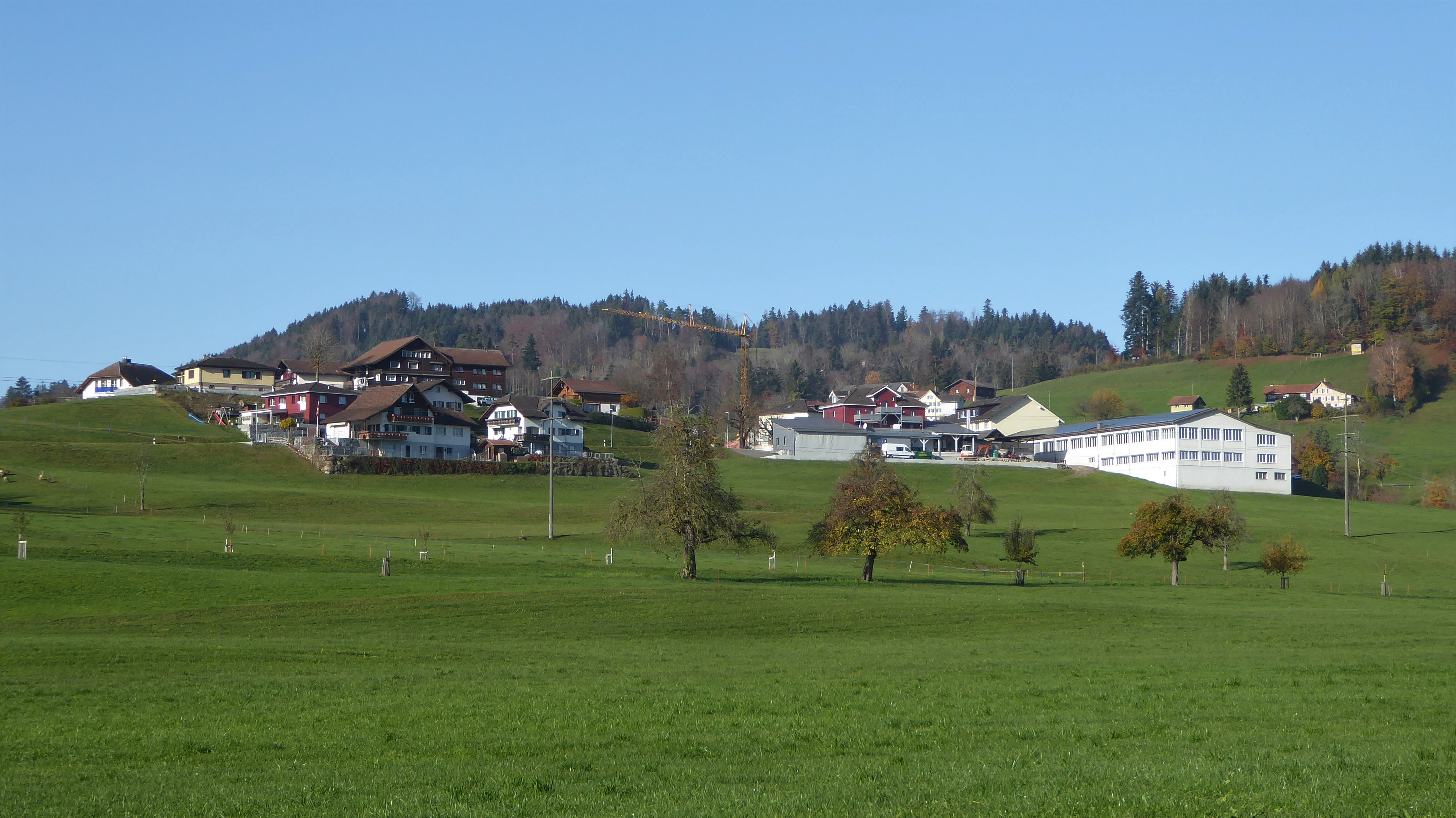
Grämigen, rechts Gebäude der Blockfabrik
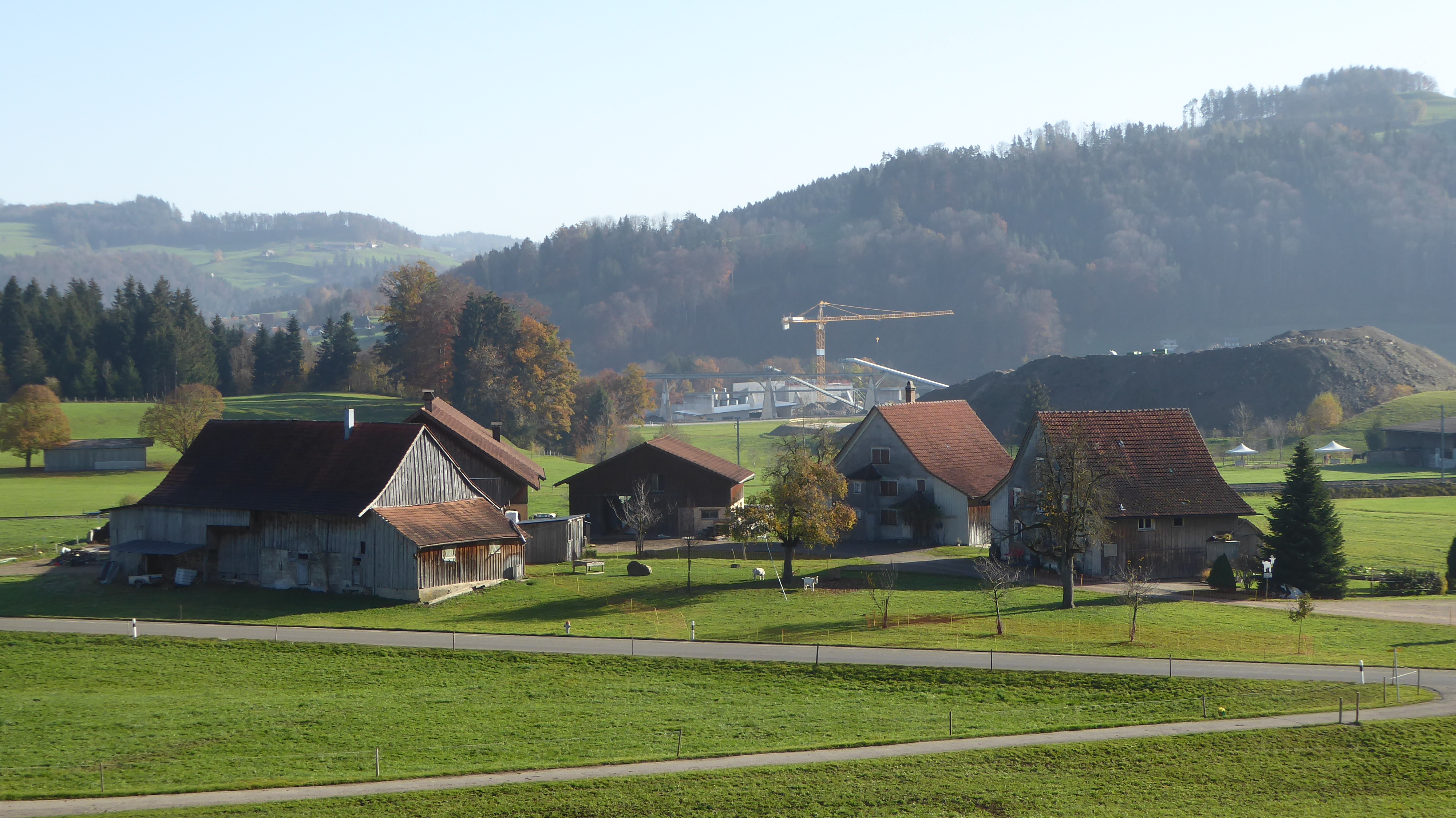
Gmeinmerk, im Hintergrund Betrieb der Kiesfirma
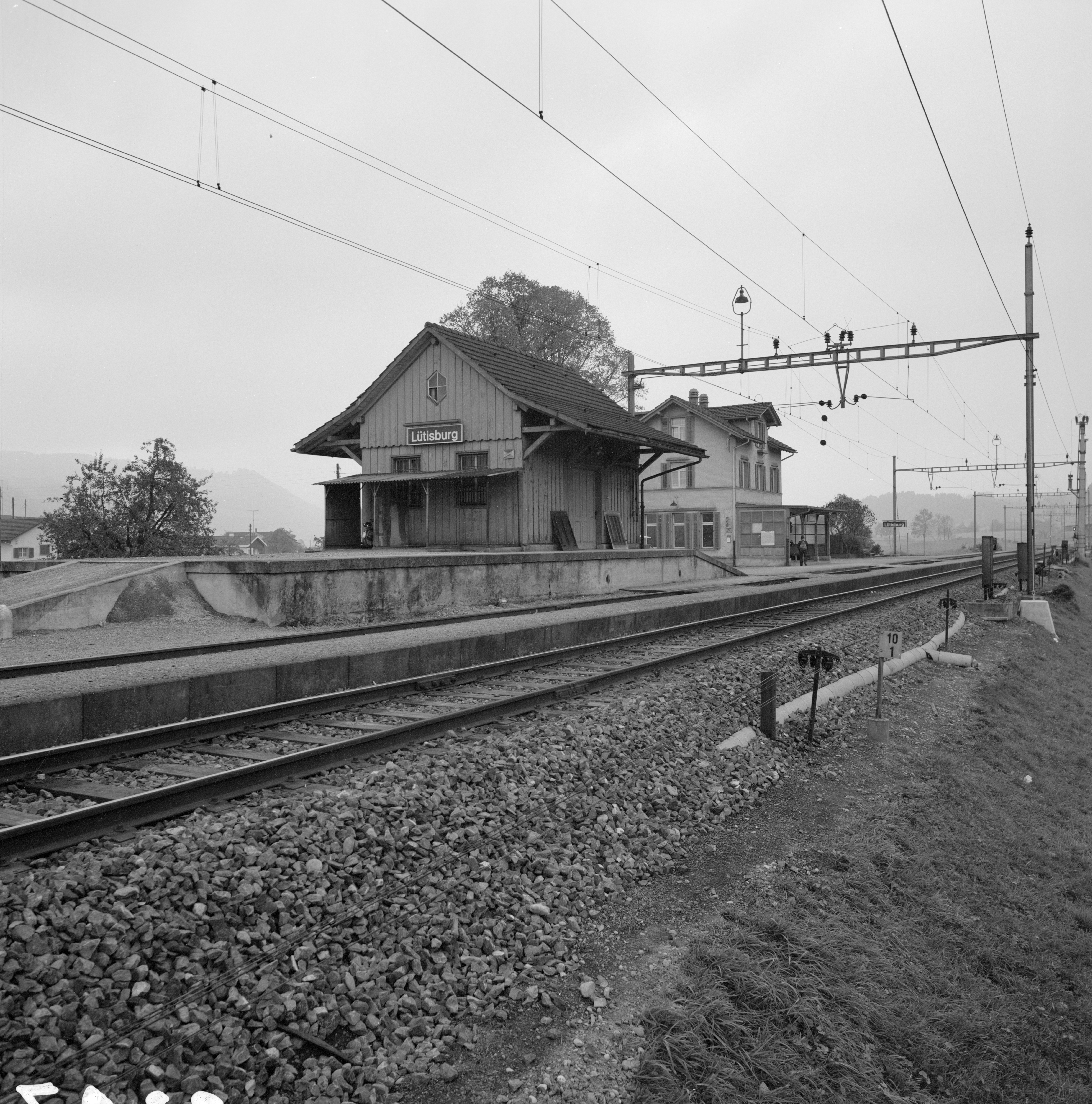
SBB-Station Lütisburg, 1975